# Tanytarsus debilis
Tanytarsus debilis är en tvåvingeart som först beskrevs av Johann Wilhelm Meigen 1830.  Tanytarsus debilis ingår i släktet Tanytarsus och familjen fjädermyggor.
Artens utbredningsområde är Manitoba. Arten är reproducerande i Sverige. Inga underarter finns listade i Catalogue of Life.